# Лебедь, Владимир Анатольевич
Влади́мир Анато́льевич Ле́бедь (укр. Володимир Анатолійович Лебідь; род. 17 августа 1973, Херсон) — российский и украинский футболист, нападающий.

## Биография
Начинал заниматься футболом в 1981 году Херсоне под руководством своего отца. В 1987 году поступил в киевский спортинтернат. 19 июня 1991 года дебютировал в союзном первенстве за днепропетровский «Днепр» в матче против московского «Локомотива», в котором же забил и свой первый гол. Первые годы после распада СССР Лебедь выступал в чемпионате Украины за одесский «Черноморец» и херсонскую «Таврию». В 1995 году молодой нападающий пришёл в московский ЦСКА, из состава которого он был вызван Олегом Романцевым на отборочный матч к ЧЕ-96 против команды Фарерских островов. Эта игра так и осталась единственной на счету Лебедя в матчах за основной состав сборной России. За олимпийскую сборную Владимир Лебедь провёл 4 матча, в которых отличился 7 раз.
В 1997 году Лебедь перешёл в петербургский «Зенит», где забил в 21 встрече всего 2 мяча. Следующий сезон Лебедь начинал в составе саратовского «Сокола» в первом дивизионе.
В 2000 году пополнил ряды «Торпедо-ЗИЛ», вместе с которым пробился в только что созданную Премьер-лигу.
10 марта 2001 года, в стартовом матче чемпионата России против махачкалинского «Анжи» Владимир Лебедь сравнял счёт во втором тайме, однако в том эпизоде он столкнулся с вратарём Александром Жидковым и сломал ногу. От этой травмы он так до конца и не восстановился: этот матч стал для него последним в высшем дивизионе чемпионата России.
Летом 2002 Лебедь был продан в астраханский «Волгарь-Газпром».
В 2003 году планировал вернуться в Премьер-лигу, но не подошёл новороссийскому «Черноморцу», в составе которого был на просмотре на предсезонных сборах, после чего уехал на Украину, где провёл один сезон за клуб первого дивизиона из Николаева.
В следующем сезоне перешёл в херсонский «Кристалл». Вскоре он стал помощником главного тренера команды Юрия Мартынова, после отставки которого сам возглавил клуб, играющий во втором дивизионе первенства Украины.

## Семья
Отец, Анатолий Лебедь, также футболист, выступавший в командах мастеров, а по завершении карьеры — тренер